# Tadjena
Tadjena (em árabe: تاجنة), anteriormente  Fromentin, é uma cidade e comuna localizada na província de Chlef, Argélia. Segundo o censo de 2008, a população total da cidade era de 24 413 habitantes.